# ТЕС Кастехон (Iberdrola)
ТЕС Кастехон (Iberdrola) – теплова електростанція на північному сході, споруджена компанією Iberdrola.  Також відома як Кастехон-2, тоді як позначення Кастехон-1/3 відноситься до ТЕС Кастехон компанії HC Energia.
В 2003 році на майданчику станції ввели в дію парогазовий блок комбінованого циклу Кастехон-2 потужністю 386 МВт, в якому одна газова турбіна живить через котел-утилізатор одну парову турбіну. Чиста паливна ефективність блоку 56%.
Як паливо станція використовує природний газ, що надходить до регіону по трубопроводу Тівісса – Аро – Бергара.
Воду для охолодження отримують з річки Ебро.